# Part-Time Lover
Ne doit pas être confondu avec Part Time Love.
Singles de Stevie Wonder
Don't Drive Drunk
(1985) That's What Friends Are For
(1985)
Part-Time Lover est une chanson du chanteur et compositeur américain Stevie Wonder parue en août 1985.
Cette chanson atteint la 1re position des classements Billboard Hot 100, Billboard R&B, Hot Dance et Adult Contemporary, faisant de Wonder le premier artiste à atteindre la première place de quatre classements distincts avec le même titre.

## Histoire
La chanson raconte l'histoire d'un homme trompant sa femme, pour découvrir en fin de compte que celle-ci fait de même.  
Wonder indique avoir trouvé l'inspiration de ce titre au départ de You Can't Hurry Love et My World Is Empty Without You (en), deux chansons issues du répertoire des Supremes.  
Le single sort le 24 août 1985 chez Tamla Records (Motown) sous la référence Tamla 1808, quelques semaines avant la sortie de l'album In Square Circle. 
Stevie Wonder effectue une reprise avec Boy George en 1986 pour le DVD The Legend of Motown Live At the Apollo Theater,. 

### Musiciens
- Stevie Wonder : voix, synthétiseurs, percussions
- Luther Vandross :  voix, chœurs
- Syreeta Wright, Philip Bailey : chœurs

D'autres artistes sont mentionnés dans les crédits de la version album : Billy Durham, Darryl Phinnessee, Keith John, Melody McCully, Peter Byrne et  Renee Hardaway.

## Classements et récompenses
| Classement (1985-86)                  | Meilleure position |
| ------------------------------------- | ------------------ |
| Nouvelle-Zélande                      | 1                  |
| Allemagne                             | 12                 |
| Irlande                               | 1                  |
| Suisse                                | 5                  |
| Autriche                              | 11                 |
| Pays-Bas (Top 40)                     | 17                 |
| Belgique (Ultratop 50 néerlandophone) | 1                  |
| Canada (RPM 100 Singles)              | 1                  |
| Canada (RPM Adult Contemporary)       | 1                  |
| France                                | 3                  |
| Suède                                 | 3                  |
| Norvège                               | 5                  |
| Portugal                              | 1                  |
| Afrique du Sud                        | 7                  |
| Italie                                | 2                  |
| Espagne                               | 1                  |
| Australie                             | 3                  |
| Royaume-Uni                           | 3                  |
| États-Unis (Billboard Hot 100)        | 1                  |
| États-Unis (Adult Contemporary)       | 1                  |
| États-Unis (Billboard Dance)          | 1                  |
| États-Unis (Billboard Hot R&B)        | 1                  |
| Japon                                 | 16                 |

| Classement (2019)                | Meilleure position |
| -------------------------------- | ------------------ |
| Pologne (Polish Airplay Top 100) | 69                 |

| Classement annuel (1985)              | Meilleure position |
| ------------------------------------- | ------------------ |
| États-Unis                            | 22                 |
| Canada                                | 9                  |
| Royaume-Uni (Official Charts Company) | 37                 |
| Australie                             | 29                 |
| Italie                                | 15                 |
| Nouvelle-Zélande                      | 34                 |

À sa sortie, le titre permet à Stevie Wonder de détenir, temporairement, le record du plus grand écart entre deux n°1 : Fingertips (Part 2) et Part-Time Lover, séparés de 22 ans et 3 mois.  
Part-Time Lover se voit attribuer la 531e position du classement des 60 ans du Billboard Hot 100 (s'étalant de 1958 à 2018).
Grâce à lui, Stevie Wonder obtient une nomination dans la catégorie 'Best Pop Vocal Performance, Male' (meilleure performance vocale masculine pour un titre pop) lors de la 28e cérémonie des Grammy Awards.

## Reprises
Informations issues de SecondhandSongs sauf mention contraire.
La chanson compte une quarantaine de reprises, dont :
- le musicien portoricain Bobby Valentin en 1986, qui atteint la 23e au classement Hot Latin Songs[24],
- Paul Mauriat, avec une reprise instrumentale en 1986,
- en 1997, par Brandon Fields (musicien) (en),
- Tanya Stephens, en 1998,
- en 2007, Melissa M atteint la 1e position en France et reste classée onze semaines avec Elle, adaptation signée par Mounir Belkhir[25].

### Adaptations en langue étrangère
| Année | Langue     | Titre               | Adaptation        | Interprète(s)                |
| ----- | ---------- | ------------------- | ----------------- | ---------------------------- |
| 1986  | Finlandais | Vanhaan taloon      | Veikko Juntunen   | Kari Värri & Bamperos        |
| 1986  | Espagnol   | Amor a medio tiempo | Tite Curet Alonso | Bobby Valentin - Rafu Warner |
| 1986  | Russe      | Я Люблю Проснуться  |                   | Сергей Минаев                |
| 2007  | Français   | Elle                | Mounir Belkhir    | Melissa M                    |
| 2018  | Espagnol   | Yo Sin Ti           |                   | Graffiteros                  |

### Sampling
Informations issues de  WhoSampled sauf mention contraire.
- En 1988, Boogie Down Productions dans Part Time Suckers,
- En 1991, 2Pac dans son titre Part Time Mutha sur l'album 2Pacalypse Now,
- Lady Saw en 1998, dans Hardcore Lover sur l'album 99 Ways,
- En 2005, 50 Cent (en featuring avec Olivia) dans So Amazing sur l'album The Massacre,
- En 2010, par Pharcity dans Part Time Lover sur Talk of CT 4: Young, Fly & Fresh,
- En 2011, Blu (en featuring avec Chop et Fresh Daily) dans Part Time Suckas sur l'album Open.